# Samuel Mbugua
Samuel Mbugua, född den 1 januari 1946, är en kenyansk boxare som tog OS-brons i lättviktsboxning 1972 i München. Mbugua slogs ut i semifinalen av Jan Szczepański från Polen.